# Butirina
La butirina, también conocida como tributirina, es un triglicérido presente naturalmente en la manteca. Es un éster compuesto de ácido butírico y glicerol. Entre otras cosas, es usado como un ingrediente para fabricar margarina. Se lo encuentra en la manteca y puede ser descrito como una grasa líquida de sabor amargo y olor similar a la mantequilla rancia.
Es el componente junto con el diacetilo que le da el característico aroma y sabor a la margarina.